# Simon Pokagon
Simon Pokagon (c. 1830 — Hartford, 28 de janeiro de 1899) foi um escritor e defensor da causa dos nativos norte-americanos. Ele nasceu perto de Bertrand, sudoeste do território de Michigan. Apelidado de "Red Man’s Longfellow" por fãs literários, Pokagon foi muitas vezes chamado de “Hereditary and Last Chief” da tribo pela imprensa. Ele era um dos filhos do patriarca de sua tribo, Leopold Pokagon.